# 16 лютого
16 лютого — 47-й день року в григоріанському календарі. До кінця року залишається 318 днів (319 у високосні роки).

## Свята і пам'ятні дні

### Національні
- Литва: День Незалежності Литви
- Україна: День військового журналіста (започатковано у 2018)[1]

### Релігійні

#### Християнство
- День Святого Памфіла (309).

Православ'я:
- Мучеників Памфіла, пресвітера, Валента (Уалента), диякона, Павла, Порфирія, Селевкія, Феодула, Юліана, Самуїла, Іллі, Даниїла, Єремії, Ісаї.
- Мучеників перських в Мартирополі.
- Преподобного Маруфа, єпископа Месопотамського.

## Іменини
✝  Католицькі:
✙ Православні: Павло, Юліан, Ілля, Даниїл, Ярема.

## Події
- 1267 — Кастилія і Португалія уклали Бадахоський договір про міждержавний кордон.
- 1270 — литовці здобули важку перемогу над Лівонським орденом у битві при Карусе.
- 1659 — в Англії Ніколас Ванакер виписав перший у світі чек на 400 фунтів. Цей документ і досі зберігається в архіві Національного банку.
- 1918 — Кубанська Законодавча Рада проголосила Самостійну Кубанську Народну Республіку, незалежне державне формування на Кубані.
- 1918 — прийнято Акт про незалежність Литви.
- 1919 — почалася Вовчухівська операція УГА.
- 1923 — археологічна експедиція англійців, очолювана Говардом Картером, розкрила вхід до могильної камери фараона Тутанхамона.
- 1937 — Воллес Карозерс, хімік-дослідник фірми «Дюпон», запатентував нейлон.
- 1943 — радянські війська на місяць відбили у німців Харків.
- 1945 — експедиційні війська США почали операцію із захоплення Іодзіми. 21-тисячний японський контингент місяць стримував 100-тисячну армаду американців.
- 1957 — Єгипет став чемпіоном першого Кубка Африканських Націй в Судані, перемігши у фіналі команду Ефіопії з рахунком 4:0.
- 1968 — у місті Гейлівіль (штат Алабама, США) з'явилася перша телефонна служба порятунку — 911.
- 1985 — заснована ліванська шиїтська парамілітарна ісламістська організація Хезболла.
- 1991 — у Львівському театрі опери та балету відбулася I Галицька Асамблея (об'єднана сесія Івано-Франківської, Львівської та Тернопільської обласних рад)
- 2005 — набув чинності Кіотський протокол

## Народились
Дивись також Категорія:Народились 16 лютого
- 1222 — Нітірен, японський буддистський монах і мислитель, засновник буддистської секти.
- 1497 — Філіпп Меланхтон, німецький гуманіст, теолог і педагог, євангелічний реформатор.
- 1519 — Ґаспар де Шатійон Коліньї, французький адмірал, лідер гугенотів.
- 1543 — Кано Ейтоку, японський художник, представник художньої школи Кано.
- 1740 — Джамбаттіста Бодоні, італійський видавець, друкар, художник-шрифтовик, автор сотень шрифтів, зокрема кириличних.
- 1792 — Григорій Яхимович, митрополит Галицький (УГКЦ, 1860–1863).
- 1813 — Семен Гулак-Артемовський, український оперний співак, композитор, драматург («Запорожець за Дунаєм»; пом. 1873).
- 1822 — Френсіс Гальтон, англійський антрополог, географ, статистик, соціолог і психолог.
- 1829 — Ізидор Шараневич, галицький історик, археолог і громадський діяч.
- 1834 — Ернст Геккель, німецький природодослідник і філософ.
- 1867 — Єфросинія Зарницька, українська драматична акторка та співачка.
- 1877 — Микола Макаренко, археолог, музеєзнавець і мистецтвознавець.
- 1879 — Василь Королів-Старий, письменник і художник (пом. 1943).
- 1885 — Зінаїда Рибчинська, українська драматична акторка і співачка.
- 1905 — Петро Власюк, український агрохімік, ґрунтознавець і фізіолог рослин.
- 1909 — Річард Макдональд, каліфорнійський ресторатор, разом із братом організував ресторан швидкого обслуговування. Їхню ідею 1954 року підхопив Рей Крок, який створив всесвітню мережу ресторанів «McDonald's».
- 1935 — Сонні Боно, американський співак, чоловік співачки Шер.
- 1954 — Єн Бенкс, шотландський письменник, за надзвичайність прози якого долучили до «авангарду зухвалих прозаїків сучасної Великої Британії».
- 1941 — Кім Чен Ір, диктатор КНДР від 1994 до 2011 року.
- 1958 
  - Ice-T, репер.
  - Андрій Баль, радянський футболіст, український футбольний тренер.
- 1959 — Джон Макінрой, американський тенісист, колишня перша ракетка світу.
- 1961 — Енді Тейлор, гітарист популярної британського гурту «Duran Duran».
- 1962 — Джон Беланс, англійський музикант, учасник експериментального музичного проєкту «Coil».
- 1963 — Дейв Ломбардо, барабанщик і один із засновників гурту «Slayer».
- 1979 — Валентіно Россі, італійський мотогонщик, дев'ятиразовий чемпіон світу з шосейно-кільцевих мотоперегонів MotoGP
- 1986 — Вальтер Асеведо, аргентинський футболіст, гравець харківського «Металіста».

## Померли

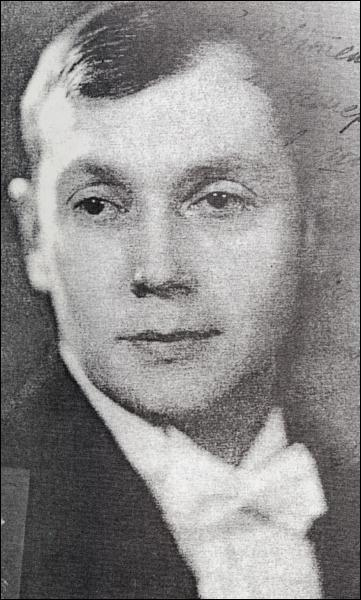
Євген Маланюк

Дивись також Категорія:Померли 16 лютого
- 1391 — Іоанн V Палеолог, імператор Візантійської імперії.
- 1829 — Франсуа-Жозеф Ґоссек, французький композитор, якого вважають родоначальником французької симфонії.
- 1868 — Тадоліні Адамо, італійський скульптор.
- 1871 — Імам Шаміль, керівник національно-визвольної боротьби північно-кавказьких народів.
- 1885 — Руфін Судковський, український маляр-мариніст.
- 1892 — Генрі Волтер Бейтс, англійський натураліст і мандрівник, відкрив явище мімікрії.
- 1907 — Джозуе Кардуччі, італійський поет, лауреат Нобелівської премії (1906).
- 1914 — Аокі Сюдзо, японський дипломат, міністр закордонних справ Японії (1889–1891, 1898–1906).
- 1919 — Віра Холодна, видатна кіноакторка Російської імперії українського походження епохи німого кіно.
- 1932 — Фердинанд Бюїссон, французький педагог-реформатор, громадський діяч. Лауреат Нобелівської премії миру.
- 1968 — Олександр Хвостенко-Хвостов, український театральний декоратор, один з основоположників української сценографії.
- 1968 — Євген Маланюк, український письменник, сотник Армії УНР
- 1976 — Єлисавета Скоропадська, український скульптор, старша дочка гетьмана Павла Скоропадського.
- 1980 — Еріх Арманд Артур Йозеф Гюккель, німецький фізик і хімік, один з основоположників квантової хімії.
- 1983 — Наталія Кандиба, українська акторка, майстер літературного читання і дублювання.
- 1990 — Кіт Гарінґ, американський художник, скульптор та громадський діяч.
- 1992 — Олександр Оглоблин, український історик і археолог, один з творців державницького напрямку в українській історіографії.
- 2013 — Тоні Шерідан, британський співак, гітарист, автор пісень.
- 2015 — Леслі Гор, співачка, авторка гіта «It's My Party».
- 2024 — Олексій Навальний, російський опозиційний політик, громадський діяч і юрист.